# Frederick DuCane Godman
Frederick DuCane Godman (Park Hatch, Surrey, 15 januari 1834 - 19 februari 1919) was een Britse ornitholoog, entomoloog en lepidopterist.

## Biografie
DuCane Godman was de derde zoon van Jozef Godman. Hij werd opgeleid aan het Eton College en het Trinity College. In Cambridge ontmoette hij Alfred Newton (1829-1907) en Osbert Salvin (1835-1898). De gewoonte van de drie ornithologen was praten over hun nieuwste vogel-aanwinsten. Zij richtten de Britse Ornithologische Unie (BOU) op in november 1857. DuCane Godman huwde eerst Maria Elwes in december 1875 en daarna zijn tweede vrouw, Alice Mary Chaplin in 1891.
Hij ontving de Linnean Medal in 1918 en was lid van vele wetenschappelijke verenigingen. Het British Museum herbergt de collecties van DuCane Godman en Salvin bestaande uit 50 000 exemplaren van vogels, 120 000 keversoorten, 30 000 vlinders, 18 000 tweevleugeligen, 11 000 halfvleugeligen en 5000 vliesvleugeligen.

## Publicaties
- The Natural History of the Azores, 1870
- Monograph of the Petrels 1910
- Biologia Centrali-Americana, 1916 samen met Osbert Salvin, een groot boek van 63 delen over de fauna van Midden-Amerika.

- Bibsys: 2078637
- Bibliothèque nationale de France: cb10602277t (data)
- Author citation (botany): Godm.
- Gemeinsame Normdatei: 117547816
- International Standard Name Identifier: 0000 0000 8147 4689
- Library of Congress Control Number: n87825959
- Nationale bibliotheek van Australië: 35785677
- Nationale Bibliotheek van Israël: 987007455083705171
- Nederlandse Thesaurus van Auteursnamen: 167584790
- SNAC: w6md1p6w
- Système universitaire de documentation: 165409150
- Museum of New Zealand Te Papa Tongarewa: 60778
- Trove: 1086937
- Union List of Artist Names: 500318529
- Virtual International Authority File: 67246070
- WorldCat: E39PBJg8BgPcG8kq8khvpq3fbd